# Aigle Azur (1946)
Aigle Azur war eine französische Fluggesellschaft, die von 1946 bis 1955 Linien- und Charterflüge durchführte.

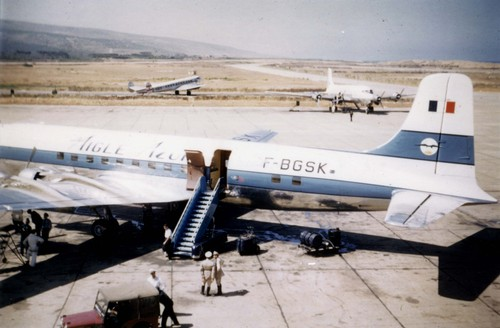
Douglas DC-6 der Aigle Azur, Beirut 1954

## Geschichte
Aigle Azur war die erste private Fluggesellschaft Frankreichs nach dem Zweiten Weltkrieg. Sie wurde im Frühjahr 1946 unter dem Namen Société Coopérative Aérienne de Transports Méditerranéens, L'Aigle Bleu gegründet, aber schon am 19. Juni desselben Jahres in Aigle Azur umfirmiert.
Der Betrieb wurde zunächst mit zwei Junkers Ju 52/3m bzw. ihrem französischen Nachbau Amiot AAC.1 Toucan aufgenommen, die in dichter Bestuhlung mit 32 Sitzen genutzt wurden. Es folgten Douglas DC-3, die in größerer Anzahl eingesetzt wurden.
Die Gesellschaft bediente zahlreiche Strecken nach Nordafrika, dem Nahen Osten und vor allem nach Indochina.
Im Jahr 1952 wurde eine 20%ige Beteiligung an Air Laos erworben, die den Betrieb anfangs mit von Aigle Azur ausgeliehenen Boeing 307 aufnahm.
Nach und nach wurden drei Tochtergesellschaften gegründet, die Aigle Azur Extrême Orient, die Aigle Azur Indochine und die Aigle Azur Maroc. Letztere wurde später in Air Maroc umbenannt und schließlich mit Air Atlas zur heutigen Royal Air Maroc verschmolzen.
Am 1. Mai 1955 wurde Aigle Azur samt ihrer verbliebenen Flotte von der Union Aéromaritime de Transport (UAT) übernommen. Die Tochter- bzw. Schwestergesellschaften Aigle Azur Extrême Orient, Aigle Azur Indochine und Aigle Azur Maroc existierten zunächst noch weiter.
Eine spätere Gesellschaft (Aigle Azur (1970)) nutzte den renommierten Namen erneut. Im Jahr 1970 wurde Lucas Aviation gegründet, die sich bald in Lucas Aigle Azur umbenannte. Nach deren Verkauf an das Konglomerat Groupe Go Fast folgte eine erneute Namensänderung: man übernahm direkt den historischen Namen Aigle Azur.

## Flugstrecken
Im Gründungsjahr 1946 nahm man als erste Strecken Nizza – Calvi – Tunis sowie Marseille – Algier und Marseille – Oran auf.
Mit einer Flotte von Boeing 307 Stratoliner wurde ab 1950 der Flugbetrieb nach und in Indochina aufgenommen, der während des Indochinakriegs rasch immer intensiver wurde. Im Laufe des Folgejahres 1951 kamen unter anderem Strecken nach Dakar und Brazzaville hinzu.
Nachdem schon zwei Jahre lang aufgrund des Indochinakriegs ein reger Charterflugbetrieb in diese Region betrieben worden war, wurden Anfang 1952 mit Hanoi und Saigon die ersten Liniendienste nach Indochina eröffnet, ebenso wie eine Verbindung nach Tananarive (Madagaskar).

## Flotte
Im Laufe der Jahre wurde eine Vielzahl von Flugzeugtypen eingesetzt:

### Flotte bei Betriebseinstellung
- 3× Douglas DC-6

### Zuvor eingesetzte Flugzeuge
- 03× Airspeed AS.65 Consul
- 06× Boeing 307 Stratoliner
- 02× Bristol 170 Freighter
- 02× Caudron C.440 Goéland
- 04× Curtiss C-46 Commando
- 07× De Havilland DH.89 Dragon Rapide
- 08× de Havilland Canada DHC-2 Beaver
- 04× de Havilland Canada DHC-3 Otter
- 30× Douglas DC-3
- 06× Amiot AAC.1 Toucan (Junkers Ju 52/3m)
- 06× Sud-Ouest SNCASO SO.30P Bretagne
- 01× Sud-Ouest SNCASO SO.95 Corse

## Zwischenfälle
- Am 7. Juli 1948 wurde eine Douglas DC-3/C-47-DL der Aigle Azur (Luftfahrzeugkennzeichen F-BCYP)  im Distrikt Djiring (heute Di Linh) auf dem Weg vom Flughafen Saigon/Tan-Son-Nhat zum Flughafen Da Lat/Lien Khuong in einen Berg geflogen (CFIT, Controlled flight into terrain). Alle 16 Insassen, 3 Besatzungsmitglieder und 13 Passagiere wurden getötet.[10]

- Am 27. November 1949 wurde eine Douglas DC-3/C-47B-5-DL der Aigle Azur (F-OABJ) bei einem Unfall nahe Dong Khe zerstört, einem größeren französischen Militärstützpunkt im Indochinakrieg. Dabei kamen 10 Insassen ums Leben.[11]

- Am 9. Juli 1950 stürzte eine Douglas DC-3/C-47A-DL der Aigle Azur (F-BFGL) kurz nach dem Start vom Flughafen Casablanca-Anfa (Marokko) ab. Die Maschine befand sich auf einem Charterflug von Paris nach Dakar (Senegal). Von den 29 Insassen kamen 22 ums Leben (alle 4 Besatzungsmitglieder und 18 Passagiere).[12]

- Am 12. Februar 1951 verunglückte eine Douglas DC-3/C-47A-80-DL der Aigle Azur (F-OABK) während der Landung auf dem Flughafen Luang Prabang, Laos. Alle Insassen überlebten.[13]

- Am 17. März 1953 stürzte eine Douglas DC-3/C-47A-70-DL der Aigle Azur (F-BEFG) vom Flughafen Hue/Phu Bai kommend beim Anflug auf den Flughafen Da Nang in schlechtem Wetter nahe der Halbinsel Tien Sha ab. Alle 8 Insassen kamen ums Leben.[14][15]

- Am 16. April 1953 brach bald nach dem Start an einer Douglas DC-3/C-47A-75-DL der Aigle Azur (F-BESS) auf dem Weg vom Flughafen Hanoi/Gia Lam zum Flughafen Son-La/Na San, einem heftig umkämpften französischen Militärstützpunkt im Indochinakrieg, eine Tragfläche ab. Beim Absturz wurden alle 30 Insassen, 3 Besatzungsmitglieder und 27 Passagiere getötet. Die Maschine befand sich auf einem militärischen Charterflug.[14][16]

- Am 16. Juni 1953 brach an einer Douglas DC-3/C-47A-65-DL der Aigle Azur (F-BEST) während des Fluges ein Feuer aus. Das Flugzeug stürzte am Hügel Phou-Lassi in Laos ab. Das Wrack wurde erst zwei Wochen später, am 29. Juni, gefunden. Die Maschine hatte sich auf einem Flug von Vientiane nach Saigon befunden. Alle 34 Insassen, 5 Besatzungsmitglieder und 29 Passagiere wurden getötet.[17]

- Am 31. Januar 1954 wurde eine Douglas DC-3/C-47A-25-DL der Aigle Azur (F-BGXD) zerstört, als das Fahrwerk beim Start auf dem Flugplatz von Dien Bien Phu (Vietnam) schon eingefahren wurde, bevor das Flugzeug in der Luft war. Alle Insassen überlebten.[18][19]

- Am 4. März 1954 wurden auf dem Flughafen Hanoi/Gia Lam (Vietnam) im Zuge von Kämpfen des Indochinakriegs insgesamt 7 Flugzeuge der Aigle Azur am Boden zerstört oder schwer beschädigt:[20]
  - Airspeed AS.65 Consul F-BCJE zerstört
  - Boeing 307 F-BELV und F-BELY beschädigt
  - de Havilland Canada DHC-2 Beaver F-OAMH und F-OAMI zerstört
  - Douglas DC-3 F-OAPA beschädigt, F-OAPC zerstört.

- Am 30. August 1954 wurde eine Sud-Ouest Bretagne der Aigle Azur (F-BEHS) bei einer Notlandung in Hanoi, Nordvietnam irreparabel beschädigt. Über Personenschäden ist derzeit nichts bekannt.[21]

- Am 4. Dezember 1954 stürzte eine Douglas DC-3/C-47A-70-DL der Aigle Azur (F-BEIA) 30 Kilometer nördlich des Startflughafens Luang Prabang, Laos, ab. Die Maschine war im Auftrag der Air Laos unterwegs, um deren ersten Linienflug auf der Strecke Vientiane – Luang Prabang – Namtha – Muong-Sing durchzuführen. Alle 29 Insassen, 3 Besatzungsmitglieder und 26 Passagiere kamen ums Leben.[22][23]

- Am 14. Juni 1956 verunglückte eine Bristol 170 Mk.31E der Air Laos (F-OAOU) bei einem missglückten Durchstartversuch am Flughafen Vientiane-Wattay (Laos), nachdem ein Triebwerk ausgefallen war und die Maschine mit Bäumen kollidierte. Eigentümerin des Flugzeugs war die Aigle Azur Extrême Orient.[24] Über Personenschäden ist nichts bekannt.[25][26][27]